# Simatönkű pitykegomba
A simatönkű pitykegomba (Entoloma poliopus) a döggombafélék családjába tartozó, Európában honos, erdőkben, réteken élő, nem ehető gombafaj.

## Megjelenése

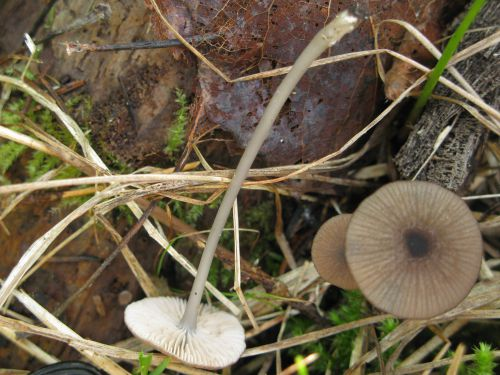

A simatönkű pitykegomba kalapja 1-5 cm széles, alakja fiatalon kúpos, harangszerű vagy félgömbszerű, később domború, idősen a közepe bemélyedhet, néha egy kis púppal. Színe sötét szürkésbarna, szépiabarna, ritkán vörösbarna, közepe sötétebb, szinte feketés; szárazon kissé halványabb. Felszíne matt, sugarasan szálas, idősen a közepe pikkelyes. Széle nedvesen kissé áttetszően bordázott; fiatalon behajló, később egyenes. 
Húsa halványbarnás, a kalapbör alatt sötétebb. Szaga és íze gyenge, lisztszerű. 
Közepesen sűrű lemezei szélesen tönkhöz nőttek. Színük fehér vagy halványszürke, idősen rózsás, hússzínű árnyalattal. 
Tönkje 2-7 cm magas és 0,2-0,4 cm vastag. Alakja hengeres vagy oldalt benyomott, hosszanti árokkal. Színe kékesszürke, majd kifakul. Felszíne a csúcsán hamvas, lejjebb olyan sima, mintha polírozva lenne. A tövénél fehér micéliumszövedék kapcsolódik hozzá. 
Spórapora rózsaszínű. Spórája szögletes, 6-8 csúcsú, mérete 9-13 x 6-9 µm. 

### Hasonló fajok
A pikkelyes pitykegomba, a sötétlemezű köldökösgomba, a kormoslemezű döggomba, a piszkos döggomba, a keresztspórás kupakgomba, a tavaszi döggomba hasonlít hozzá.

## Elterjedése és termőhelye
Európában honos. Közép-Európában helyenként nem ritka. 
Sovány réteken, semleges vagy enyhén meszes talajú erdőkben, tőzegmohában található meg. Augusztustól októberig terem. 
Nem ehető.